# Basil Gordon
Basil Gordon (23 décembre 1931 - 12 janvier 2012) est un mathématicien de l'Université de Californie à Los Angeles, spécialiste de théorie des nombres et de combinatoire. 

## Biographie
Il étudie à l'université Johns Hopkins, où il obtient sa maîtrise en mathématiques en 1953. Alors qu'il est encore étudiant de premier cycle, il passe une année à Hambourg, où il étudie avec les algébristes Emil Artin et Ernst Witt. Il parle couramment l'allemand. Il obtient son Ph. D. au California Institute of Technology sous la supervision de Tom M. Apostol.
Gordon passe un an en tant que chercheur postdoctoral à enseigner au California Institute of Technology, puis il se voit proposer un poste à UCLA. Mais il est enrôlé dans l'armée américaine, où il travaille avec Wernher von Braun. Les calculs de Gordon sur les interactions gravitationnelles de la Terre et la Lune avec le satellite contribuent au succès et à la longévité d'Explorer 1, qui est lancé en 1958 et reste en orbite jusqu'en 1970. Arrivé à l'UCLA en 1959, Gordon y reste pendant toute sa carrière universitaire, devenant professeur titulaire en 1967 et prenant sa retraite à la fin de l'année 1992.

## Recherche
Basil Gordon est bien connu pour les identités dites de Göllnitz-Gordon,, qui généralisent les identités de Rogers-Ramanujan. Il a également formulé le « problème des douves gaussiennes » ou douves de Gauss, encore non résolu en 1962. Existe-t-il une suite infinie de nombres premiers gaussiens (nombres premiers dans l'anneau des entiers de Gauss) de telle sorte que la distance entre les nombres premiers successifs soit bornée ? Une telle suite n'existe pas pour les nombres premiers ordinaires, car il existe des écarts arbitrairement grands entre les nombres premiers (par exemple pour tout n la suite {\displaystyle n!,n!+2,n!+3,...,n!+n}, est une suite de (n-1) nombres composés).
De 1970 à 2002 Gordon était managing editor du Journal of Combinatorial Theory. Il était aussi éditeur du Pacific Journal of Mathematics et un éditeur fondateur du Ramanujan Journal.
Parmi ses doctorant, il y a Robert Guralnick  et Ken Ono.